# Cyta
Cyta (grec antic: [ˈsita]) és una organització semigovernamental constituïda per llei, és el principal proveïdor de comunicacions electròniques integrades a Xipre. És el proveïdor dominant de telecomunicacions de línia fixa, telecomunicacions mòbils i accés a Internet a Xipre.
Cytamobile ha proporcionat els seus serveis de telefonia mòbil des de 1988 i actualment opera amb el nom de Cytamobile-Vodafone, després d'un acord de col·laboració de xarxa amb Vodafone el 2004.